# 王天德 (1960年)
王天德（1960年—），生於上海，中国当代艺术家。  1988年毕业于浙江美术学院中国画系，后获书法系博士学位。後擔任上海复旦大学藝術設計系主任、教授。 其在上海設有工作室。